# Ліозна (станція)
Ліо́зна (біл. Лёзна) — проміжна залізнична станція 4-го класу Вітебського відділення Білоруської залізниці на лінії Заольша — Вітебськ між зупинними пунктами Черниці (5 км) та Шахи (5,9 км). Розташована між основною частиною смт Ліозна та промисловою зоною, у Ліозненському районі Вітебської області. Поруч зі станцією проходить автошлях Р109 Ліозна — Оріховськ.

## Історія
Станція виникла 1868 року.

## Пасажирське сполучення
На станції Ліозна зупиняються регіональні поїзди економкласу сполученням Вітебськ — Заольша.